# Commune (Maroc)
Pour les articles homonymes, voir Commune et Commune (homonymie).
Pour un article plus général, voir Organisation territoriale du Maroc.
Préambule.
Le Maroc administrant la majorité du Sahara occidental (ex-« Sahara espagnol ») qu'il revendique dans son intégralité, tout comme le Front Polisario, cet article inclut des données concernant ce territoire disputé.
Au Maroc, la commune est une collectivité territoriale de droit public, dotée de la personnalité morale et de l'autonomie financière.
Le Maroc compte actuellement 1538 communes, dont 256 urbaines et 1282 rurales (état en 2014).
La partie IX de la Constitution de 2011 et plusieurs lois organiques encadrent le fonctionnement des collectivités territoriales.

## Textes juridiques
Le fonctionnement des communes fait l'objet des textes suivants : 
1. Le titre IX de la Constitution de 2011
2. La loi organique no 113-14 sur les communes
3. La loi sur la fiscalité des collectivités territoriales
4. La loi no 54-05 sur la gestion déléguée des services publics

Certains de ces textes juridiques font l'objet de dahirs d'application spécifiques.

## Toponymie
La toponymie des zones (leur nom) résulte du choix de l'État marocain à l'occasion des découpages , et ce, « après avoir mené une enquête auprès des élus et notables locaux sur les noms les plus utilisés [localement] ».
La création, la suppression, ou le changement d'un nom est décidé par décret.
Le chef-lieu d'une commune rurale est déterminé par arrêté du ministre de l'Intérieur.

## Communes
Le Maroc compte actuellement (en 2014) 1538 communes dont :
- 256 communes urbaines[2]
- 1282 communes rurales[2]

## Domaines de compétence
Le fonctionnement des communes fait l'objet d'une loi spécifique, la loi organique no 113-14.
Elle attribue aux communes les responsabilités suivantes : 
- Le développement économique et social
- Les finances
- La culture
- La fiscalité et les biens communaux
- L’urbanisme et l’aménagement du territoire
- Les services publics et les équipements collectifs
- L’hygiène, la salubrité et l’environnement
- Les équipements et les actions socioculturels
- La coopération
- l’association et le partenariat

## Conseil communal
Le conseil communal est aussi appelé conseil de la commune ou conseil municipal.
Il se réunit obligatoirement chaque année, au cours des mois de février, mai et octobre.
Ces sessions obligatoires sont prévues par la loi. Elles sont appelées sessions ordinaires. La présence des élus communaux est obligatoire et ceux-ci sont informés de la date 10 jours avant.
Le conseil peut se réunir pour une session extraordinaire :   
- Sur convocation du Gouverneur[5]
- Sur convocation de 1/3 des élus[5]
- Sur convocation du Président de la commune[5]

Les rencontres ont lieu au siège de la commune. Toutes les rencontres sont ouvertes au public.

### Déroulement des sessions
Au début de chaque session, le Président de la Commune doit tenir un registre de présence des élus. Ce registre est ensuite envoyé au gouverneur dans les jours qui suivent.
Une fois la réunion lancé, le conseil communal examine les questions inscrites sur l'ordre du jour.
Le conseil de la commune doit élire parmi ses membres un secretaire. Ce secretaire est chargé de rédiger et de conserver les procès-verbaux des sessions. Une fois chaque session cloturée, une copie des procès verbaux est obligatoirement notifée au gouverneur de la préfecture ou province, dans les 15 jours.

## Président de Commune
À la tête de chaque commune marocaine se trouve un Président de la Commune. Parfois appelé le Maire.
Le Président de la Commune :  
- Dirige l'administration de la commune[5]
- Est l'ordonnateur des dépenses et recettes[5].
- Doit exécuter le budget voté par le conseil municipal[5]
- Doit préparer un plan d'action communal (PAC) sur 5 ans, puis le présenter au conseil municipal[5].
- Peut porter plainte en justice au nom de la commune[5]
- Peut prendre des arrêtés réglementaires qui interdisent, sous peine de sanctions, certaines actions ou certains comportements, notamment dans le domaine de l’hygiène, la salubrité, et de la tranquillité [5]
- Peut demander au gouverneur l'usage de la force pour mettre en œuvre les décisions du conseil[5]

## Arrondissements (Grandes villes)
Les arrondissements font partie des communes. Seuls les 6 plus grandes communes du Maroc (Casablanca, Fès, Marrakech, Rabat, Salé et Tanger) disposent d'arrondissements.
Les arrondissements jouissent d’une autonomie administrative. Chacun des arrondissements est représenté au sein du conseil de la commune par un nombre de membres élus.
Le conseil d'arrondissement se réunit obligatoirement 3 fois par an, au cours des mois de janvier, juin, et septembre. Il peut également se réunir à l'initiative : 
- du président de l'arrondissement[5] ;
- d'un tiers des élus  ;
- du gouverneur.

Le président d'un l'arrondissement :
- dirige l'administration de l'arrondissement[5] ;
- est un officier de l'État-civil[5] ;
- doit exécuter les décisions votées par le conseil d'arrondissement[5] ;
- administre les biens de l'arrondissement (centre sociaux, bibliothèques, conservatoire musical)[5] ;
- peut faire remonter directement des problèmes au maire de la commune[5] ;
- peut se voir confier certains pouvoirs par le maire de la commune[5].

## La Fiscalité des collectivités territoriales

### Les impôts locaux
L'argent des collectivités territoriales (communes, mais aussi préfectures et régions) vient de la fiscalité locale.
Elle est régie par un texte juridique, la loi no 07.20 sur la fiscalité des collectivités locales .
La fiscalité locale compte actuellement 17 taxes, dont 11 sont au bénéfice des communes. Il s'agit des suivantes:
- Taxe professionnelle (Patente)
- Taxe d’habitation
- Taxe de services communaux
- Taxe sur les terrains urbains non bâtis
- Taxe sur les opérations de construction
- Taxe sur les opérations de lotissement
- Taxe sur les débits de boissons
- Taxe de séjour
- Taxe sur les eaux minérales et de table
- Taxe sur le transport public de voyageurs
- Taxe sur l’extraction des produits de carrières

Les instances communales disposent, pour certaines taxes, d‘une liberté relative pour la fixation du tarif dans le cadre d’une fourchette établie par la loi. Par ailleurs, l'État marocain reverse 30% de la TVA aux collectivités territoriales.

### Difficultés de mise en œuvre
Beaucoup de collectivités marocaines rencontrent des difficultés pour collecter les impôts qui doivent les financer.
Selon l’économiste marocain Najib Akesibi, 5 seulement de ces taxes constituent 84% des recettes.
En 2017, près de 48% des recettes des collectivités territoriales viennent de la TVA que leur donne l'État.
Une des principales conclusions des assises nationales de la fiscalité (2012) est qu'il faut réformer la fiscalité locale.